# Notodascillus brevicornis
Notodascillus brevicornis is een keversoort uit de familie withaarkevers (Dascillidae). De wetenschappelijke naam van de soort is voor het eerst geldig gepubliceerd in 1872 door Macleay.